# Berberis bumeliifolia
Berberis bumeliifolia är en berberisväxtart som beskrevs av Schneider. Berberis bumeliifolia ingår i släktet berberisar, och familjen berberisväxter. Inga underarter finns listade i Catalogue of Life.